# Rue Saint-Placide
Pour les articles homonymes, voir Saint Placide (homonymie).
La rue Saint-Placide est une voie du 6e arrondissement de Paris.

## Situation et accès
Elle commence à hauteur des 53-59, rue de Sèvres et finit au 120, rue de Rennes et au 88, rue de Vaugirard. Elle est coupée par la rue du Cherche-Midi. 
Le quartier est desservi par la ligne 10 aux stations Vaneau et Sèvres - Babylone et par la ligne 12 aux stations Rennes et Sèvres - Babylone.

## Origine du nom
Elle porte le nom de saint Placide, l'un des disciples préférés de saint Benoît, le fondateur de l'ordre de Saint-Benoît.

## Historique
La « partie A » de la rue est la partie comprise entre la rue de Sèvres et la rue du Cherche-Midi, ouverte sur un terrain dépendant de l'abbaye de Saint-Germain-des-Prés et vendu par elle le 8 octobre 1644. L'autre partie, entre la rue du Cherche-Midi et les rues de Rennes et Vaugirard, est dite « partie B ».
Quand Victor Hugo appelle au soulèvement contre le Coup d'État du 2 décembre 1851, le peintre romantique Paul Huet y est malmené et manque d'être fusillé par un peuple parisien s'estimant trahi.
Un nivellement est décrété le 15 avril 1915 pour la partie A. Un arrêté du 10 août 1934 déclare d'utilité publique l'élargissement de la voie, côté impair dans la partie A.

## Bâtiments remarquables et lieux de mémoire

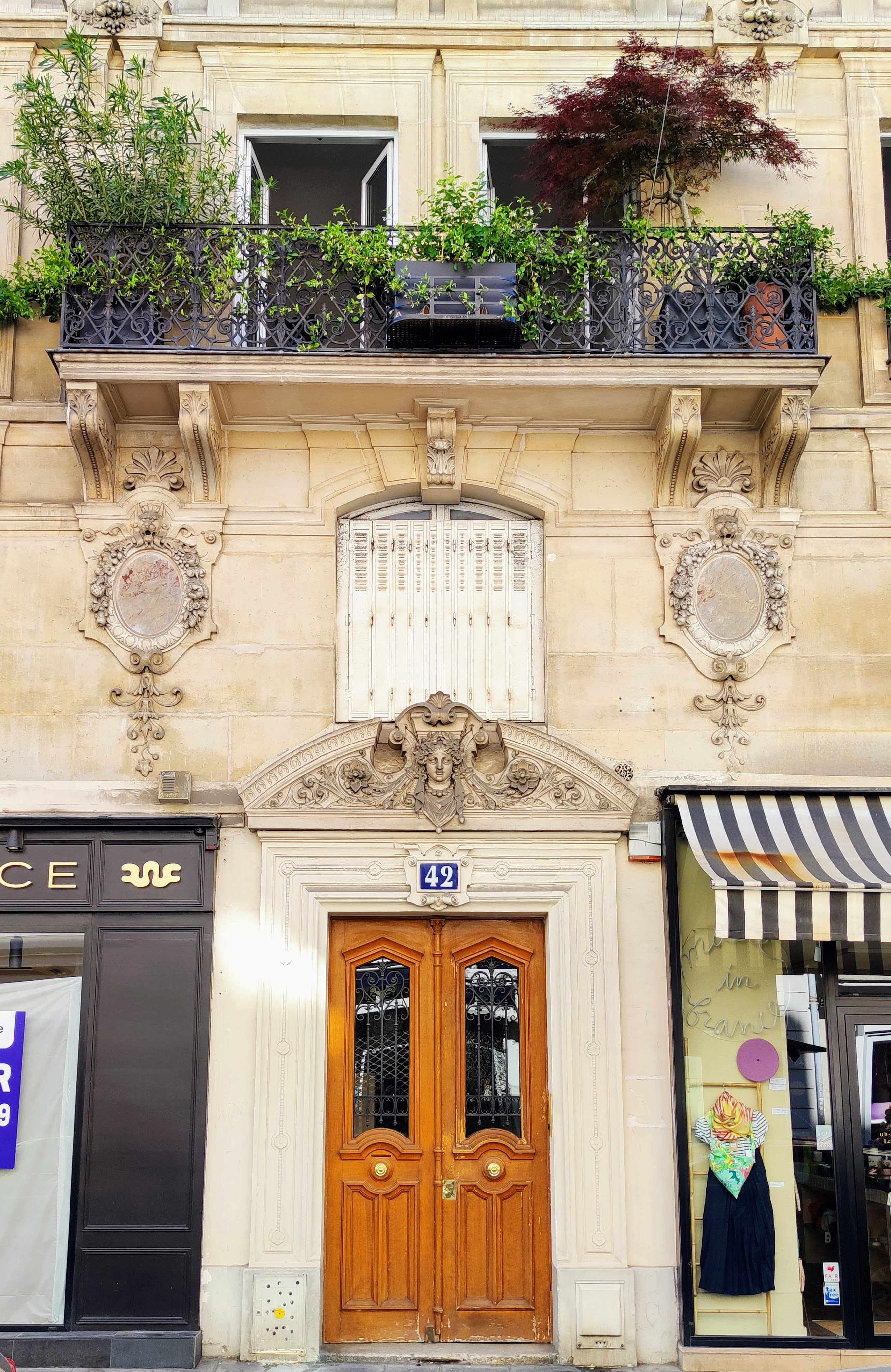
No 42.

- No 2 formant angle avec le no 59, rue de Sèvres : maison (XVIIIe siècle[3]) présentant une Vierge à l'enfant abritée dans une niche. Pour le marchand de vin établi à ce coin de rue en 1838, voir rue de Sèvres.
- No 7 : en 1907, l'artiste peintre galloise Gwen John, demeurant auparavant boulevard Edgar-Quinet y emménage, avant de s'installer, en 1907, rue du Cherche-Midi[4].
- No 9 (démoli) : un double meurtre est commis à cette adresse en 1861, celui d’une commerçante et de sa nièce. L’auteur des faits, un cordonnier de 21 ans, est arrêté et exécuté le 13 avril 1862[5].
- No 28 (et 56, rue du Cherche-Midi) : maison d’angle datant probablement du XVIIe siècle, modifiée au XVIIIe siècle[6].
- No 31 : l'écrivain Henry de Monfreid y a vécu dans sa jeunesse, entre 1885 et 1892, jusqu'au divorce de ses parents. L'écrivain et critique d'art Joris-Karl Huysmans (né à Paris en 1848) est mort dans cette maison le 12 mai 1907[7] ; il en occupait l’appartement sur rue avec balcon au 5e étage[8]. Domicile du journaliste et auteur dramatique Marcel Espiau (1899-1971)[9]. Un panneau Histoire de Paris (pour le premier) et des plaques (pour les autres) leur rendent hommage.
- No 52 : l'entomologiste Jean Baptiste Lucien Buquet y a vécu[10].

### Emplacement non localisé
- À un numéro inconnu, le médecin de François Mitterrand, Claude Gubler, a vécu à partir des années 1960[11].
- Alors étudiante, Anne Pingeot vit rue Saint-Placide en colocation avec d'autres camarades de faculté. Elle y reçoit, plus ou moins discrètement, son amant François Mitterrand[12].

### Plaques commémoratives

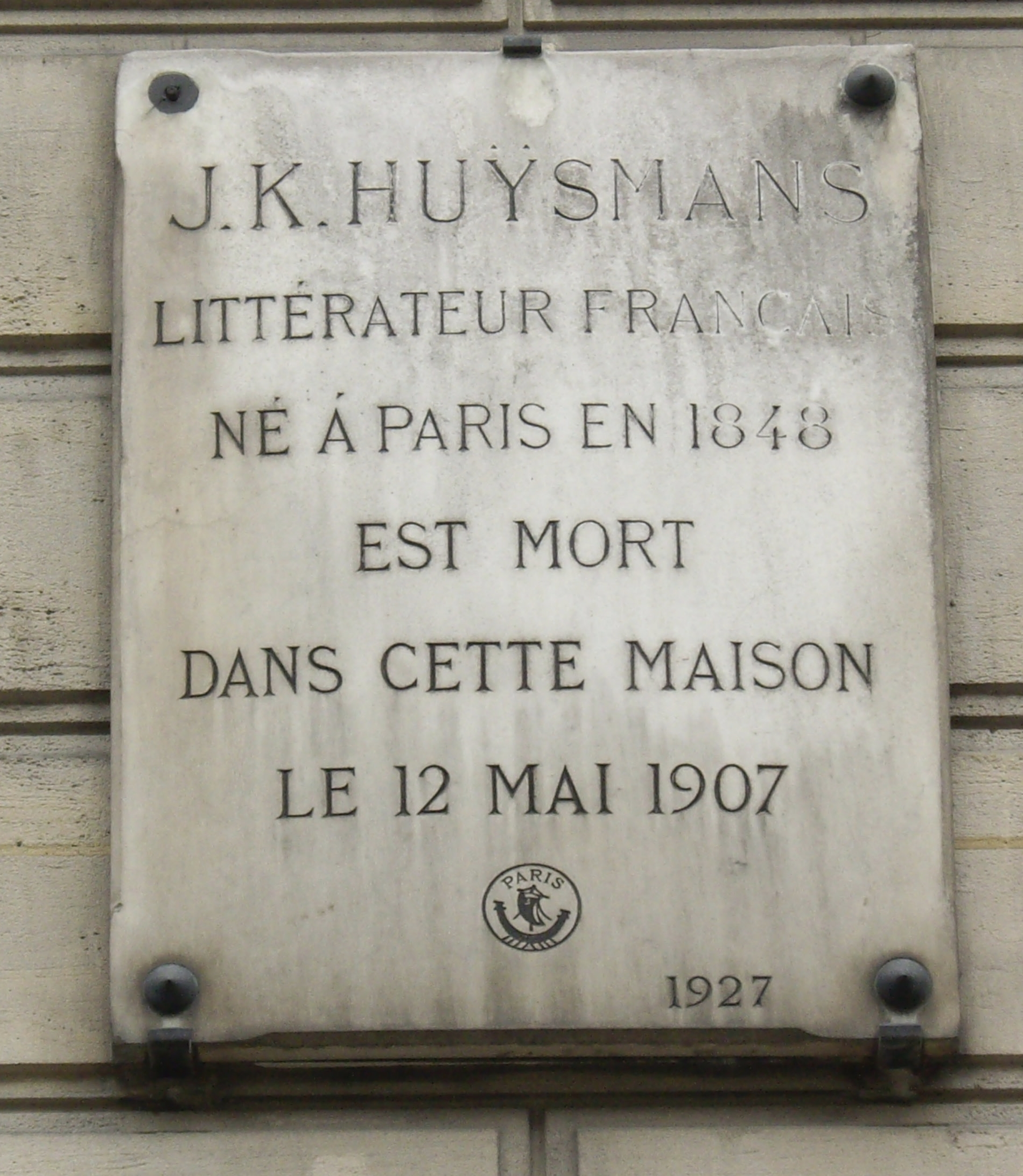
Plaque au no 31.
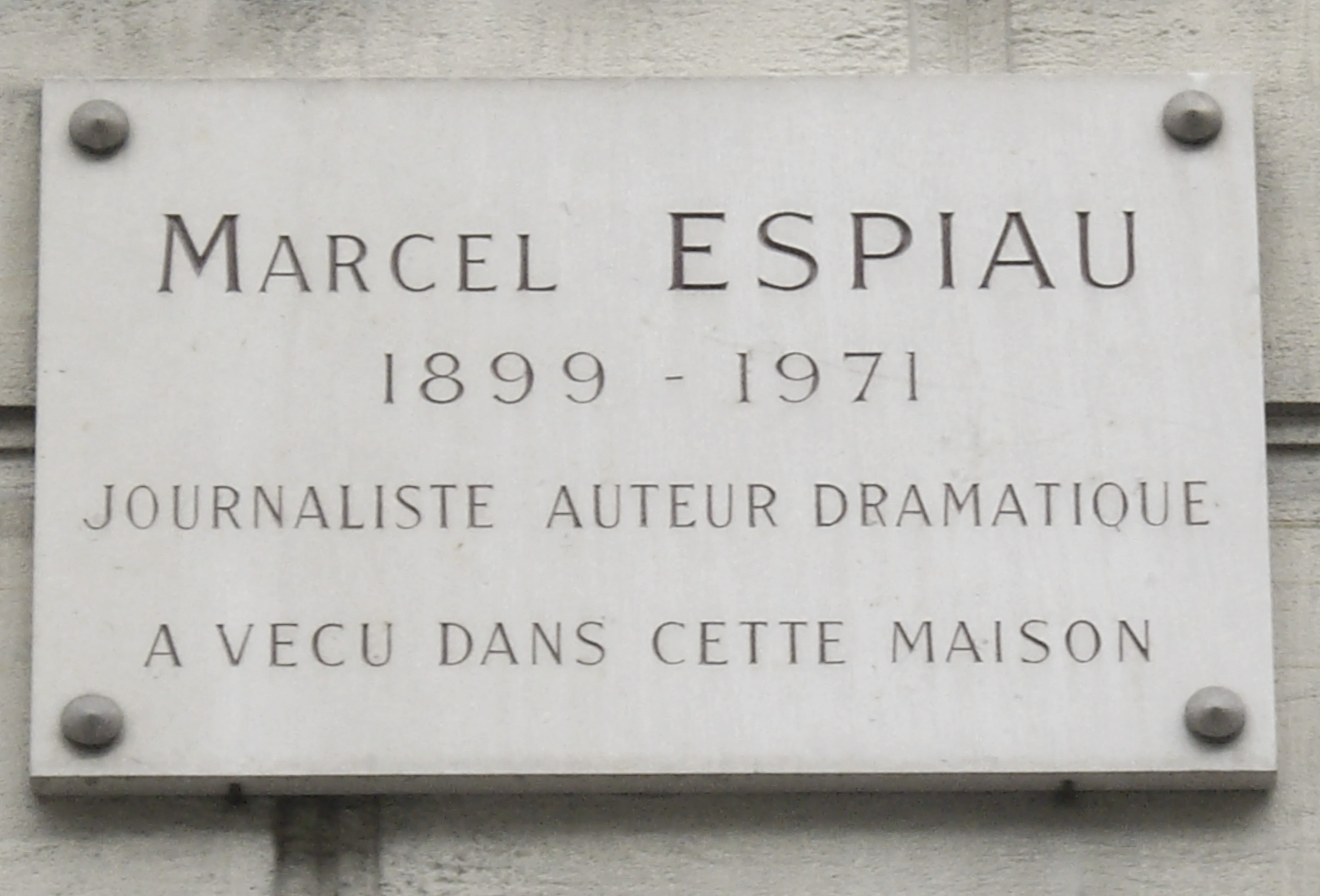
Plaque au no 31.